# JSLint
JSLint — статический анализатор кода с веб-интерфейсом для программ на языке JavaScript, проверяющий их соответствие стандартам оформления кода, разработанный Дугласом Крокфордом.

## Особенности
JSLint определяет специальное подмножество JavaScript, более строгое чем описанное в третьем издании спецификации ECMAScript, это подмножество тесно связано с рекомендациями, которые Дуглас Крокфорд дал в девятой главе книги JavaScript — сильные стороны (англ. JavaScript: The Good Parts). JSLint не гарантирует правильность программы, но выявляет синтаксические ошибки и ряд потенциальных проблем, касающихся как оформления кода, так и семантики программы.

## Лицензия
В 2002 году, Крокфорд добавил в типовую лицензию MIT особый пункт, обязывающий использовать программу «для добра, а не во зло». Многими организациями такая лицензия была признана несвободной, вследствие чего возникли некоторые юридические проблемы, например, программу теперь было невозможно размещать в некоторых репозиториях. Несмотря на просьбы сообщества, Крокфорд отказывался вернуть лицензию к типовому виду. Исключение было сделано только для компании IBM: самой компании, её заказчикам, партнёрам и прислужникам было предоставлено право «использовать JSLint во зло». Такое решение удовлетворило юристов IBM.